# Franco Lucentini
Franco Lucentini (Rome, 24 décembre 1920 – Turin, 5 août 2002) est un écrivain, traducteur et journaliste italien. Il a écrit la plus grande partie de son œuvre en collaboration avec Carlo Fruttero.

## Biographie
Né à Rome le 24 décembre 1920, Franco Lucentini est le fils d'Emma Marzi et de Venanzio Lucentini, un meunier originaire des Marches qui possédera plus tard une boulangerie à Rome. 
En 1941, il distribue des tracts antifascistes avec un ami, ce qui lui vaut deux mois d'emprisonnement. Il obtient son doctorat de philosophie à l'université de Rome en février 1943. Après l'armistice signé par l'Italie, il se met au service de l'United Nations News, l'agence de presse des Nations unies à Naples.
Ensuite, durant quelques mois, il travaille à Rome pour l'agence de presse ANSA, puis il se rend à Prague et à Vienne pour le compte de l'agence de presse ONA. L'atmosphère de Vienne au lendemain de la guerre lui inspire une nouvelle, I Compagni sconosciuti. Après un bref retour à Rome en 1949, il arrive à Paris, où il exerce divers emplois : livreur, répétiteur, masseur.
C'est à Paris qu'il fait les deux rencontres les plus importantes de son existence : d'abord celle de Simone Benne Darses, de douze ans son aînée, qui deviendra sa femme ; puis celle de Carlo Fruttero en 1953. Toutefois, la collaboration entre les deux auteurs ne devient effective qu'en 1957, lorsque Lucentini emménage à Turin. Tous deux travaillent alors pour la maison d'édition Einaudi. Le « tandem » va fonctionner pendant près d'un demi-siècle.
Le prix Campiello récompensera Franco Lucentini pour l'ensemble de son œuvre en 2000. 
Deux ans plus tard, atteint d'un cancer du poumon, il se suicide le 5 août 2002 en se jetant dans la cage d'escalier de son immeuble, place Vittorio Veneto, à Turin, mort qui n'est pas sans évoquer celle de Primo Levi.

## Fruttero et Lucentini

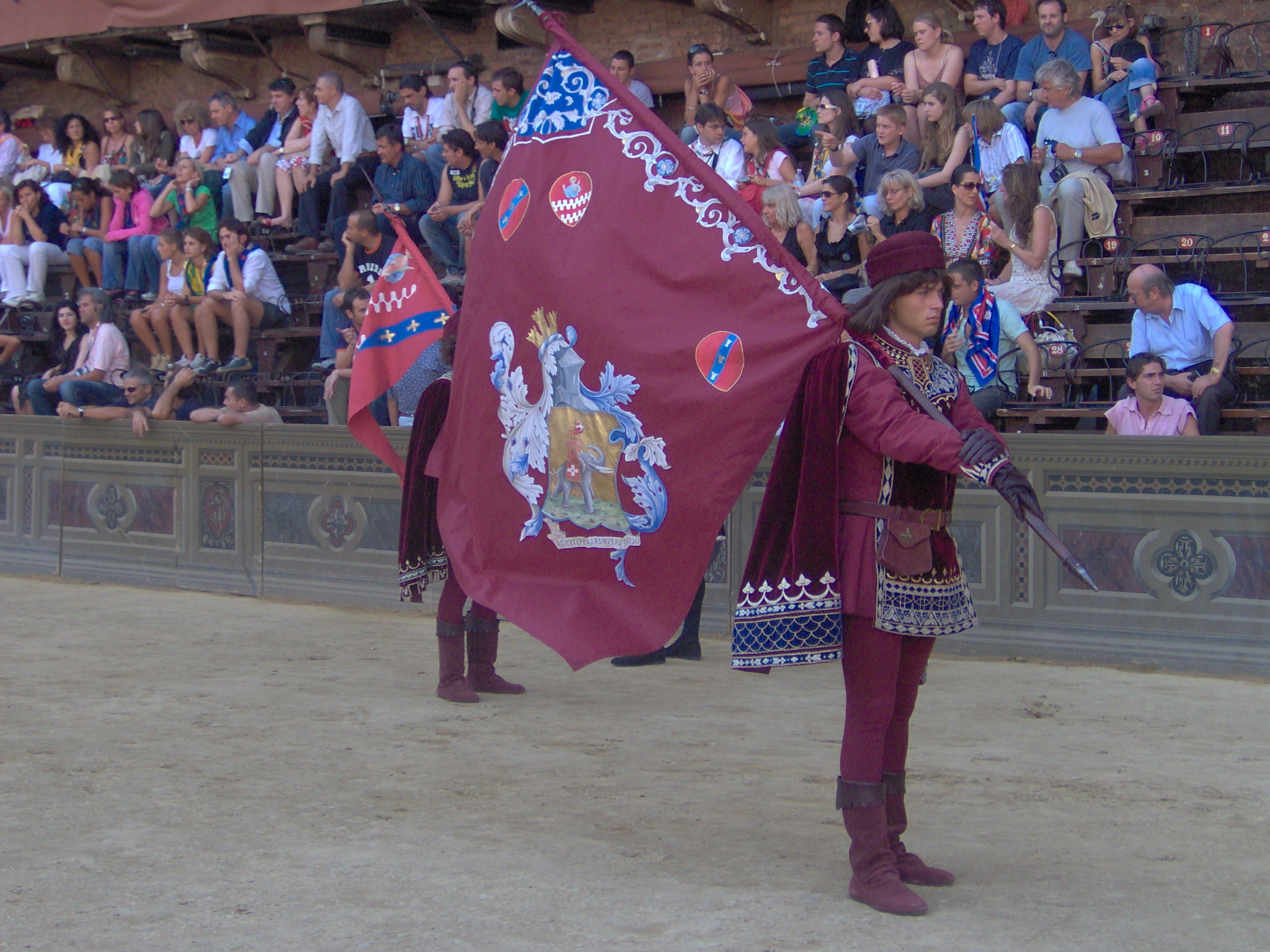
Place de Sienne, côté ombre : la contrade de la Tour au Palio de Sienne

Durant quarante-cinq ans, l'équipe que forment Fruttero et Lucentini, fort célèbre sous l'abréviation de « F & L », va déployer ses talents dans le domaine du journalisme, de la traduction, de l'édition, de la littérature et du roman policier. « F & L » porte d'ailleurs un surnom : la « firme » (la ditta).
Leur premier livre commun est un recueil de poèmes, L'idraulico non verrà, en 1971, mais c'est l'année suivante que Fruttero et Lucentini connaissent la gloire grâce à un roman policier, La Donna della domenica (La Femme du dimanche), à qui ils donneront une suite en 1979 avec A che punto è la notte. Parmi leurs autres best-sellers, on peut citer L'Amant sans domicile fixe, où ils revisitent le mythe du Juif errant, et Place de Sienne, côté ombre, thriller étroitement lié aux mystères du Palio de Sienne.
Pour chacun des livres écrits à quatre mains, romans ou essais, ils se répartissent les rôles : l'un rédige un premier jet, l'autre relit et s'occupe de la remise en forme du texte.
À partir de 1972, ils écrivent aussi pour La Stampa, le grand quotidien de Turin, où leur chronique intitulée L'Agenda di F & L offre un commentaire malicieux sur les événements de l'actualité et fournira la substance de leur célèbre « trilogie du crétin » : La Prédominance du crétin, La Sauvegarde du sourire et Le Retour du crétin. Les deux coéquipiers publient également de nombreux articles dans L'Espresso et dans Epoca, ce qui ne les empêche pas d'œuvrer en tant que traducteurs (par exemple, ils traduisent en italien le Dr Jekyll et M. Hyde de R. L. Stevenson), d'adapter le roman La Pierre de lune de Wilkie Collins en 1972 pour la télévision, d'imaginer une fin au Mystère d'Edwin Drood de Dickens (sous le titre de L'Affaire D ou le Crime du faux vagabond), de publier des anthologies, de diriger des collections chez des éditeurs comme Einaudi et Mondadori, ou encore de présider aux destinées du magazine Il Mago et de la revue Urania, qu'ils ont dirigée de 1961 à 1986.
Leur premier succès de librairie, La Femme du dimanche, fut adapté au cinéma en 1975 par Luigi Comencini, avec Marcello Mastroianni dans le rôle du commissaire Santamaria. En 1994, Nanni Loy adapta leur roman A che punto è la notte (La Nuit du Grand Boss) pour la télévision.

## Œuvre

### Recueil de nouvelles
- Notizie degli scavi (1973) Publié en français sous le titre Ruines avec figures, traduit par Philippe Jaccottet, Paris, Éditions du Seuil, 1975

## Ouvrages signés Fruttero et Lucentini

### Romans
- La donna della domenica (1972) Publié en français sous le titre La Femme du dimanche, traduit par Philippe Jaccottet, Paris, Éditions du Seuil, 1973 ; réédition, Paris, Le Livre de poche no 4151, 1975  (ISBN 2-253-00760-9) ; réédition, Paris, Seuil, Point. Romans no 111, 1995  (ISBN 2-02-025581-2) ; réédition, Paris, Seuil, Point. Romans no 652, 1999  (ISBN 2-02-037805-1)
- Il significato dell'esistenza (1975) Publié en français sous le titre La Signification de l'existence, traduit par François Rosso, Paris, Arléa, 1988  (ISBN 2-86959-036-9) ; réédition, Paris, Arléa, coll. « Arléa poche », no 5, 1996  (ISBN 2-86959-297-3)
- A che punto è la notte (1979) Publié en français sous le titre La Nuit du grand boss, traduit par Jean-Claude Zancarini, Paris, Bernard Grasset, 1980  (ISBN 2-246-00958-8) ; réédition, Paris, Le Livre de poche no 5663-5664, 1982  (ISBN 2-253-02999-8)
- Ti trovo un po' pallida (1981) Publié en français sous le titre Je te trouve un peu pâle, traduit par Gérard Hug, Paris, Éditions du Seuil, 1982  (ISBN 2-02-006208-9)
- Il palio delle contrade morte (1983) Publié en français sous le titre Place de Sienne, côté ombre, traduit par Jean-Claude Zancarini, Paris, Éditions du Seuil, 1985  (ISBN 2-02-008631-X) ; réédition, Paris, Seuil, Point. Romans no 284, 1987  (ISBN 2-02-009675-7)
- La prevalenza del cretino (1985) Publié en français sous le titre La Prédominance du crétin, traduit par Jean-Claude Zancarini, Paris, Arléa, 1988  (ISBN 2-86959-040-7) ; réédition, Paris, Le Livre de poche no 6756, 1990  (ISBN 2-253-05280-9)
- L'amante senza fissa dimora (1986) Publié en français sous le titre L'Amant sans domicile fixe, traduit par François Rosso, Paris, Éditions du Seuil, 1987  (ISBN 2-02-009859-8) ; réédition, Paris, Seuil, Point. Romans no 359, 1989  (ISBN 2-02-010794-5)
- Il colore del destino (1987), deux courts romans Publié en français sous le titre La Couleur du destin, traduit par Simone Benne-Darses, Gérard Hug et Philippe Jaccottet, Paris, Éditions du Seuil, 1990  (ISBN 2-02-011427-5) ; réédition, Paris, Seuil, Point. Romans no 493, 1991  (ISBN 2-02-014391-7)
- La manutenzione del sorriso (1988) Publié en français sous le titre La Sauvegarde du sourire, traduit par Jean-Claude Zancarini et Laure Raffaelli-Fournel, Paris, Arléa, 1989  (ISBN 2-86959-040-7)
- La verità sul caso D. (1989), version complète du roman Le Mystère d'Edwin Drood, texte inachevé de Charles Dickens Publié en français sous le titre L'Affaire D. ou Le crime du faux vagabond, traduit par Simone Darses, Paris, Seuil, POints. Roman no 594, 1993  (ISBN 2-02-019742-1) ; réédition, Paris,  Points no 112, 1995  (ISBN 2-02-025582-0)
- Enigma in luogo di mare (1991) Publié en français sous le titre Ce qu'a vu le vent d'ouest, traduit par Gérard Hug, Paris, Éditions du Seuil, 1993  (ISBN 2-02-015149-9)
- Il ritorno del cretino (1992) Publié en français sous le titre Le Retour du crétin, traduit par Luc Barbelesco, Paris, Arléa, 1993  (ISBN 2-86959-158-6)
- Breve storia delle vacanze (1994)  Publié en français sous le titre Brève histoire des vacances, traduit par Gérard Hug, Paris, Points. Virgule no 158, 1995  (ISBN 2-02-023201-4)
- La morte di Cicerone. Racconto sceneggiato (1995)
- Il cretino in sintesi (2002)
- I ferri del mestiere. Manuale involontario di scrittura con esercizi svolti (2002)
- Il cretino. Rispettabile se non esauriente trilogia sull'argomento (2012)

### Poésie
- L'idraulico non verrà (1971)

### Théâtre
- La cosa in sé (1982) Publié en français sous le titre La Chose en soi, traduit par Danielle Dubroca et Jean-Paul Manganaro, Paris, Arléa, 1989  (ISBN 2-86959-045-8)

### Anthologies et recueils de nouvelles
- Storie di fantasmi e vampiri. Antologia di racconti anglosassoni del soprannaturale (1960)
- Il secondo libro della fantascienza. Le meraviglie del possibile (1961)
- La verità sul caso Smith. Antologia della nuova narrativa americana (1963)
- Universo a sette incognite. Antologia di capolavori della fantascienza (1963)
- Quaranta storie americane di guerra. Da Fort Sumter a Hiroshima (1964)
- L'ombra del 2000. Romanzi e racconti di fantascienza (1965)
- Diari di guerra delle SS (1966)
- Il Dio del 36º piano. Storie del futuro prossimo (1968)
- Il libro dei nomi di battesimo (1969)
- La vera storia di Bonnie e Clyde (1969)
- La linea del fuoco (1969)
- Universo a sette incognite. Antologia di capolavori della fantascienza (1972)
- Il passo dell'ignoto. Un'antologia di racconti di fantascienza (1972)
- Stella a cinque mondi (1963)
- Quando crollano le metropoli (1977)
- Scendendo. Romanzi e racconti di fantascienza sotterranea (1977)
- Questa notte attenti agli UFO (1978)
- Incontri coi fantaspiriti (1978)
- 10 chiavi per lo spazio (1979)
- L'ora di fantascienza (1982)
- Viaggio di nozze al Louvre. Dieci storie (1982)
- Il quarto libro della fantascienza (1991)
- Íncipit. 757 inizi facili e meno facili (1993)
- Il nuovo libro dei nomi di battesimo (1996)